# Kutyakomédiák
A Kutyakomédiák (Nevető bíróság) egy 1992-ben készült színes, 3 részes magyar szatirikus vígjátéksorozat, Várkonyi Gábor rendezésében. A sorozatban Simor Antal bíró kutyakomédiába illő bírósági ügyeit követhetjük figyelemmel, miközben betekintést nyerünk Simor Antal családi életébe is.

## Szereplők
- Bán János – Dr. Simor Antal
- Varga Mária – Nóra, a feleség
- Margitai Ági – Nóra édesanyja
- Köves Petra – Simor Réka
- Simonyi Balázs – Simor Gergő
- Fekete Tibor – bíró
- Szilvássy Annamária – titkárnő
- Bittera Judit – Piroska
- Csapó Virág – Szappanos Éva
- Ujlaki Dénes – Pongrácz Béla
- Juhász Judit – Pongrácz Andrea
- Seress Zoltán – Bánási Imre
- Csomós Mari – özv. Havrilkó Ferencné
- Szabó Sándor – Pankóczi Károly
- Lippai László – Szalmási Dániel
- Atkári-Gyóni Nikoletta (hangja: Györgyi Anna) – Bárány Krisztina

## Epizódok
- 1. rész: A bosszúálló

Epizódszereplők: Szolnoki Tibor, Harangozó Teri, Galambos Lajos (Lagzi Lajcsi), Wohlmuth István, Kenderesi Tibor, Katona János, Incze József, Kovács János, Kiss Jenő, Sándor Erzsi, Kolba Vilmos (hangja: Felföldi László), Lengyel Erzsi, Horváth József, Forgács Péter, Dancsházi Hajnal, Piroch Gábor (hangja: Pusztaszeri Kornél), Engelbrecht László,  Sipos Tamás, Gosztonyi János, Sztankay Orsolya, Gryllus Dorka
Egy gazdag vidéki vállalkozó esküvőt rendez a lányának, amelyre ismert művészeket is szerződtet. Az leendő férj volt menyasszonya, Szappanos Éva azonban bosszúból hashajtót kever a lakodalomban felszolgált borba. Dr. Simor Antal bíró ezen az ügyön dolgozik, hogy kiderítse ki a bűnös. 
- 2. rész: A vízizene

Epizódszereplők: Bezerédi Zoltán, Martin Márta, Hegyi Barbara, Bárdy György, Horváth Sándor, Hollósi Frigyes, Zsíros Ágnes, Rátóti Zoltán, Sipos András, Joshi Bharat, Kálloy Molnár Péter, Gáspár András, Bede-Fazekas Szabolcs, Nyári Zoltán, Pádua Ildikó
Dr. Simor Antal bíró egy tó környékén történt halálos földcsuszamlás után benyújott kárigényt vizsgálja, melyet az elhunyt özvegye nyújtott be. Kiderül a házakat a tónál mindenki a munkahelyén szerzett anyagokból építette, mit sem törődve azzal hogy a talaj nem bírja el a súlyt. 
- 3. rész: A leskelődő

Epizódszereplők: Kautzky József, Jeney István (hangja: Schnell Ádám), Pásztor Erzsi, Leisen Antal, Komlós András, ifj. Elek Ottó
Dr. Simor Antal bíró ezúttal egy kukkoló főbérlő által tett feljelentés ügyében vizsgálódik. Az idős tulajdonos felesége halála után kiadja az egyik szobát egy fiatalembernek. Az albérlő gyakran fogadja menyasszonyát a szobájában, nem sejtve, hogy főbérlője a kulcslyukra tapadva figyeli, sőt filmre veszi szerelmi életét. Egy véletlen folytán az albérlő tudomást szerez a filmezéssel egybekötött leskelődésről és megpróbálja elvenni az öreg kedvét a kukkolástól. A főbérlő azonban megsérül, és feljelenti a fiút.

## Baki
Az 1. részben (Bosszúálló) azt mondják, hogy az esküvő december 6-án volt, közben pedig az egész tavaszias környezetben volt, az emberek tavaszi ruhát hordtak, a fákon meg kezdett megjelenni a hajtás. 
Az 1. rész elején, a reggelizős jelenetben, ahogy Réka elkezd mesélni egy történetet Antalnak, Gergő egy kancsó teát tesz a tányérja közelébe, hogy töltsön magának. Azonban a következő másodpercben a kancsó sehol sem látható és Gergő kezei is teljesen más pozícióban vannak.
A 3. részben azt mondják, hogy Pankóczi Károlyt szeptember 8-án szállították kórházba. A fiatalok másnap meglátogatják, de amikor benyitnak a kórházba, akkor látszik, hogy kint minden havas, ráadásul téli kabátot viselnek.

## Külső hivatkozások
- PORT.hu
- IMDb.com
- FilmKatalogus.hu